# À travers le Morbihan 1996
À travers le Morbihan 1996, settima edizione della corsa con questo nome e ventunesima in totale, valida come evento UCI categoria 1.4, si svolse il 20 aprile 1996 su un percorso di 210 km. Fu vinta dal belga Johan Capiot che giunse al traguardo con il tempo di 4h49'26", alla media di 43,533 km/h.

## Ordine d'arrivo (Top 10)
| Pos. | Corridore          | Squadra      | Tempo    |
| ---- | ------------------ | ------------ | -------- |
| 1    | Johan Capiot       | Collstrop    | 4h49'26" |
| 2    | Jaan Kirsipuu      | Casino       | a 2"     |
| 3    | Nico Eeckhout      | Collstrop    | s.t.     |
| 4    | Christophe Capelle | Force Sud    | s.t.     |
| 5    | Hendrik Redant     | TVM          | s.t.     |
| 6    | Frédéric Guesdon   | Polti        | s.t.     |
| 7    | Eric De Clercq     | Collstrop    | s.t.     |
| 8    | Ludo Dierckxsens   | Tönissteiner | s.t.     |
| 9    | Gilles Maignan     | Mutuelle     | s.t.     |
| 10   | Stéphane Cueff     | Mutuelle     | s.t.     |